# Carlos Alberto Ferreira Braga
Cet article possède un paronyme, voir João de Barros.
Pour les articles homonymes, voir Carlos Ferreira, Ferreira, Braga (homonymie), Barro et Braguinha.
Carlos Alberto Ferreira Braga, aussi connu sous le nom de Braguinha ou João de Barro, né à Rio de Janeiro le 29 mars 1907 et décédé le 24 décembre 2006, fut un compositeur brésilien, célèbre pour ses marches de carnaval. En incluant les chansons enfantines, son œuvre dépasse les 420 titres, ce qui en fait un des compositeurs les plus prolifiques de la musique populaire brésilienne.

## Biographie
Braguinha choisit son pseudonyme João de Barro, du nom vernaculaire en langue portugaise du Fournier roux, oiseau architecte, alors qu'il étudiait l'architecture à l'école nationale des Beaux-Arts, et que son père ne souhaitait pas voir le nom de la famille associé à la musique populaire. Il intégra sous ce pseudonyme la bande musicale Bando de Tangarás, avec Noel Rosa, Alvinho et Almirante.
Il se décide à abandonner l'architecture et à se dédier à la composition musicale en 1931, et obtient ses premiers succès au carnaval de 1933 avec ses marches Moreninha da Praia et Trem Blindado.
Un grand nombre de ses compositions sont passées dans le répertoire populaire brésilien : Pirata da Perna de Pau, Chiquita Bacana, Touradas de Madri, A Saudade mata a Gente, Balancê, As Pastorinhas, Turma do Funil.
En 1937, il écrivit les paroles d'une des compositions les plus enregistrées de la musique brésilienne, la samba-choro Carinhoso, composé par Pixinguinha vingt ans auparavant. Le premier interprète en fut Orlando Silva, et plus de cent enregistrement ont été réalisés depuis lors, notamment par Dalva de Oliveira, Isaura Garcia, Ângela Maria, Gilberto Alves, Elis Regina, João Bosco.
Dans les années 1940, il réalisa des doublages pour les productions cinématographiques de Walt Disney.
Il eut pour partenaires réguliers Alberto Ribeiro, Alcyr Pires Vermelho, Antônio Almeida et Jota Júnior.
Il est décédé à l'âge de 99 ans des suites d'une infection généralisée.

## Discographie
- Pra vancê/Coisas da roça (1929) Parlophon 78
- Desengano/Assombração (1929) Parlophon 78
- Salada (1929) Parlophon 78
- Não quero amor nem carinho (1930) Parlophon 78
- Dona Antonha (1930) Parlophon 78
- Minha cabrocha/A mulher e a carroça (1930) Parlophon 78
- Quebranto (1930) Parlophon 78
- Mulata (1931) Parlophon 78
- Cor de prata/Nega (1931) Parlophon 78
- Tu juraste… eu jurei/Vou à Penha rasgado (1931) Parlophon 78
- Samba da boa vontade/Picilone (1931) 13.344 78
- O amor é um bichinho/Lua cheia (1932) Parlophon 78
- João de Barro (1972) RCA Victor LP
- Viva Braguinha (1985) LP
- João de Barro e Coisas Nossas (1983) Funarte LP
- Yes, nós temos Braguinha (1998) Funarte/Atração CD
- João de Barro (Braguinha) — Nasce um compositor (1999) Revivendo CD
- João de Barro — A música do século, por seus autores e intérpretes (2000) Sesc São Paulo CD